# Manoir de Clerguerel
Le manoir de Clerguerel est situé à Pluherlin en France.

## Localisation
Le manoir est situé sur le territoire de la commune de Pluherlin, au lieu-dit Clerguerel, dans le département du Morbihan en région Bretagne.

## Description
Les bâtiments se développent autour d'une cour ceinte de hauts murs talutés au sommet dont l'entrée est au sud ; ces murs sont encore bien conservés au sud et à l'est de la cour et le pied-droit gauche du portail d'entrée mouluré est encore en place. Du logis ancien pourrait subsister le retour vers le sud avec une travée d'ouvertures, dont une ancienne fenêtre à traverse devenue porte. Le logis actuel reconstruit sur l'emplacement du logis du manoir, à rez-de-chaussée et comble à surcroît éclairé de lucarnes à fronton, est établi sur un sous-sol. Il se compose de deux parties séparées par un mur de refend, la partie droite ordonnancée autour de la porte axiale en plein cintre ; la partie gauche de ce logis devait servir de dépendance, mais son accessibilité par un escalier extérieur ne la destine pas aux animaux. L'aile de communs en moellon, à comble à surcroît a conservé porte et fenêtre ancienne. Édifice avec sous-sol, un étage carré et comble à surcroît, élévation à travées, construit en moellons de granite. Toiture à longs pans recouverte d'ardoises, pignon couvert.

## Historique
Aile de communs du XVIIe siècle ; logis détruit. La cour de Clergerel n'est pas mentionné dans la réformation de la noblesse de 1427, il n'en est pas de même en 1536 où ce lieu est propriété du sieur de Loyon, seigneurie de Ploeren. Sur le plan cadastral de 1840, le logis qui occupe le nord de la cour face à l'entrée est déjà en ruines, de même que l'extrémité sud de l'aile de communs actuelle. Sont aussi figurés sur ce plan dans la cour close un pavillon carré au sud-est (aujourd'hui en ruines) ainsi qu'un four (encore en place). À l'extérieur de la cour, sur le chemin, se situe le colombier (disparu). Sur l'emplacement du logis, qui semble sur le plan de 1840 avoir conservé les vestiges d'une tour d'escalier antérieure, a été reconstruit le logis dans la première moitié du XXe siècle ; cependant, il semble que le logis ancien pouvait avoir un plan en équerre car le retour vers le sud, mur et ouvertures pourraient dater du XVIe siècle. Une reprise le sépare de l'aile de communs qui conserve quelques ouvertures du XVIIe siècle : elle a été fortement reprise aux XIXe et XXe siècles et sa partie sud, un ancien logis, en bon état en 1979, a disparu, de même qu'un escalier extérieur distribuant le comble. Le mur d'enclos à l'est de la cour auquel s'adossent le four (XVIIe siècle), les murs du pavillon carré, et soue et crèche du XIXe siècle, est conservé et peut dater du XVIe siècle, ce que confirme la mouluration du vestige du pilier d'entrée associé au mur d'enclos sud.
Le manoir est inscrit à l'inventaire général du patrimoine culturel.